# Sergentomyia herollandi
Sergentomyia herollandi är en tvåvingeart som först beskrevs av Abonnence 1960.  Sergentomyia herollandi ingår i släktet Sergentomyia och familjen fjärilsmyggor.
Artens utbredningsområde är Mali. Inga underarter finns listade i Catalogue of Life.